# Villiers-le-Bel
Villiers-le-Bel é uma comuna francesa situada no extremo sudeste do departamento do Val-d'Oise, na região de Île-de-France, 18 km ao norte de Paris. É a sede do cantão de Villiers-le-Bel. Antiga vila rural do Pays de France tornou-se subúrbio residencial a partir da década de 1920 com a construção de loteamentos, a comuna passou por uma profunda transformação social como resultado da implementação de um conjunto habitacional no final da década de 1950.
Seus habitantes são chamados de Beauvillésois.

## História
Sua fundação remonta ao século I a.C., conforme atesta a descoberta de um  poço galo-romano na cidade. Villiers aparece pela primeira vez em um mapa no ano de 832. Seu nome vem do latim villare, "propriedade rural", com adição do antropônimo Le Bel, portanto sem alusão estética ao lugar.
Até meados do século XVI, o pequeno burgo vivia da agricultura, de um significativo artesanato de renda e da exploração mineral (gipsita).

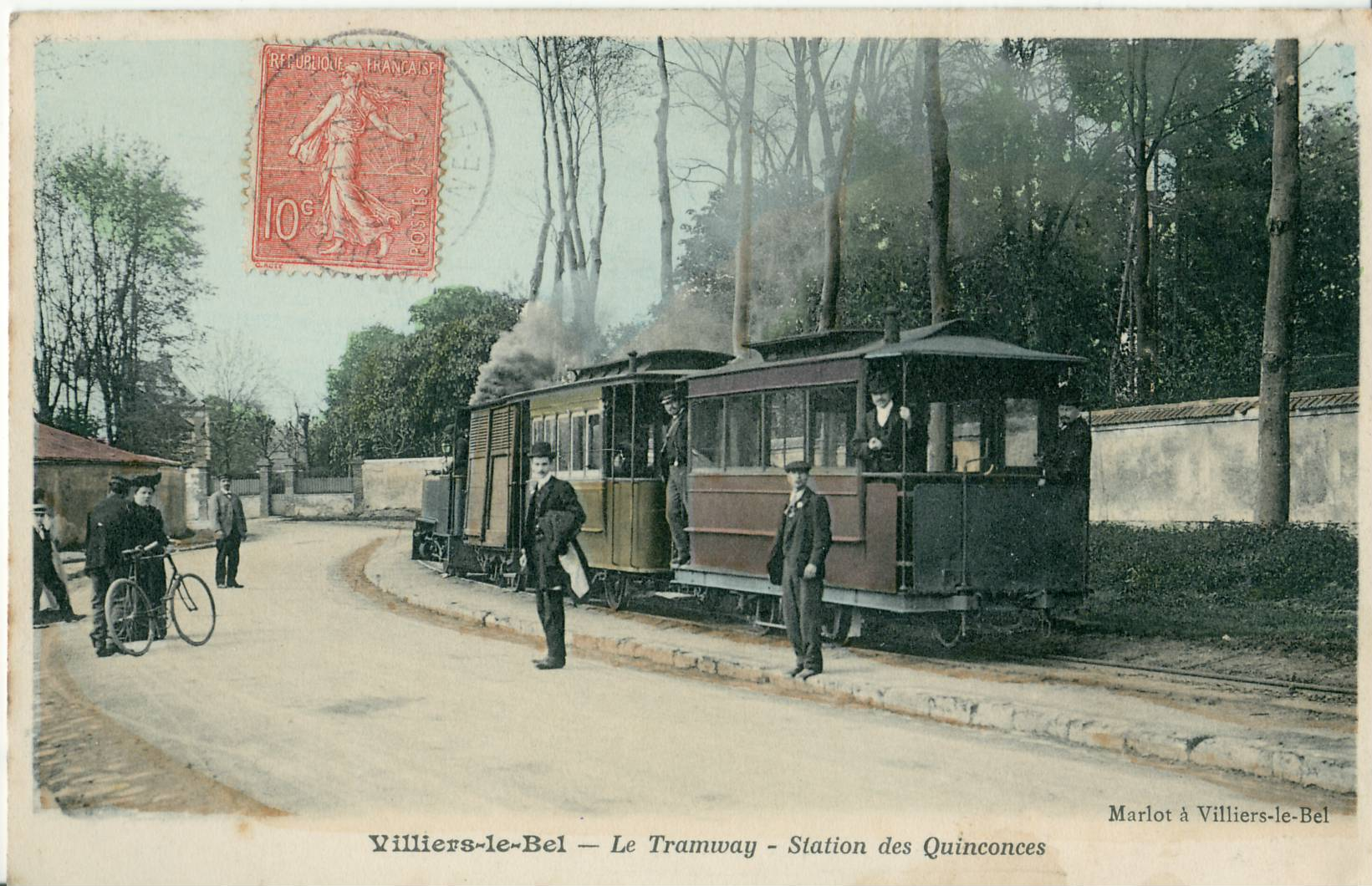
O bonde de Villiers le Bel, c. 1905

A chegada da ferrovia, no final do século XIX,  provoca importantes transformações sociais e econômicas. O bairro em torno da estação é progressivamente ocupado por uma população de origem proletária.
Até os anos 1950, no entanto, o município manteve características predominantemente rurais e apenas o bairro próximo à prefeitura e à estação ferroviária era urbanizado. Entre 1955 e 1962, um grande conjunto habitacional, com 1600 unidades, é construído pelos arquitetos Daniel Badani e Pierre Roux-Dorlut - les Carreaux.

Brasão de armas de Villiers-le-Bel.

Villiers-le-Bel é oficialmente considerada "zona urbana sensível", classificação que se aplica a vários subúrbios pobres da periferia parisiense.
Na noite de domingo, 25 de novembro de 2007, entre 19:30 e 22:45, jovens incendiaram a delegacia de polícia local, queimaram carros e vandalizaram lojas e o mobiliário urbano (cabines telefônicas, abrigos de pontos de ônibus) ferindo 21 policiais. A explosão de violência durou mais de seis horas foi provocada pela morte de dois adolescentes de 15 e 16 anos, Larami e Mouhsin, que, na tarde daquele dia, circulavam sem capacetes em uma mini-motocicleta e acabaram por colidir violentamente com um carro da polícia. Populares presentes acusaram os policiais de negligência no atendimento às vítimas.
Cenas de violência semelhante também aconteceram nas localidades próximas de Arnouville e Gonesse  e prosseguiram na noite de segunda feira, afetando seis localidades do departamento: Villiers-le-Bel, Cergy, Goussainville, Sarcelles, Garges-lès-Gonesse e Ermont.

## Patrimônio

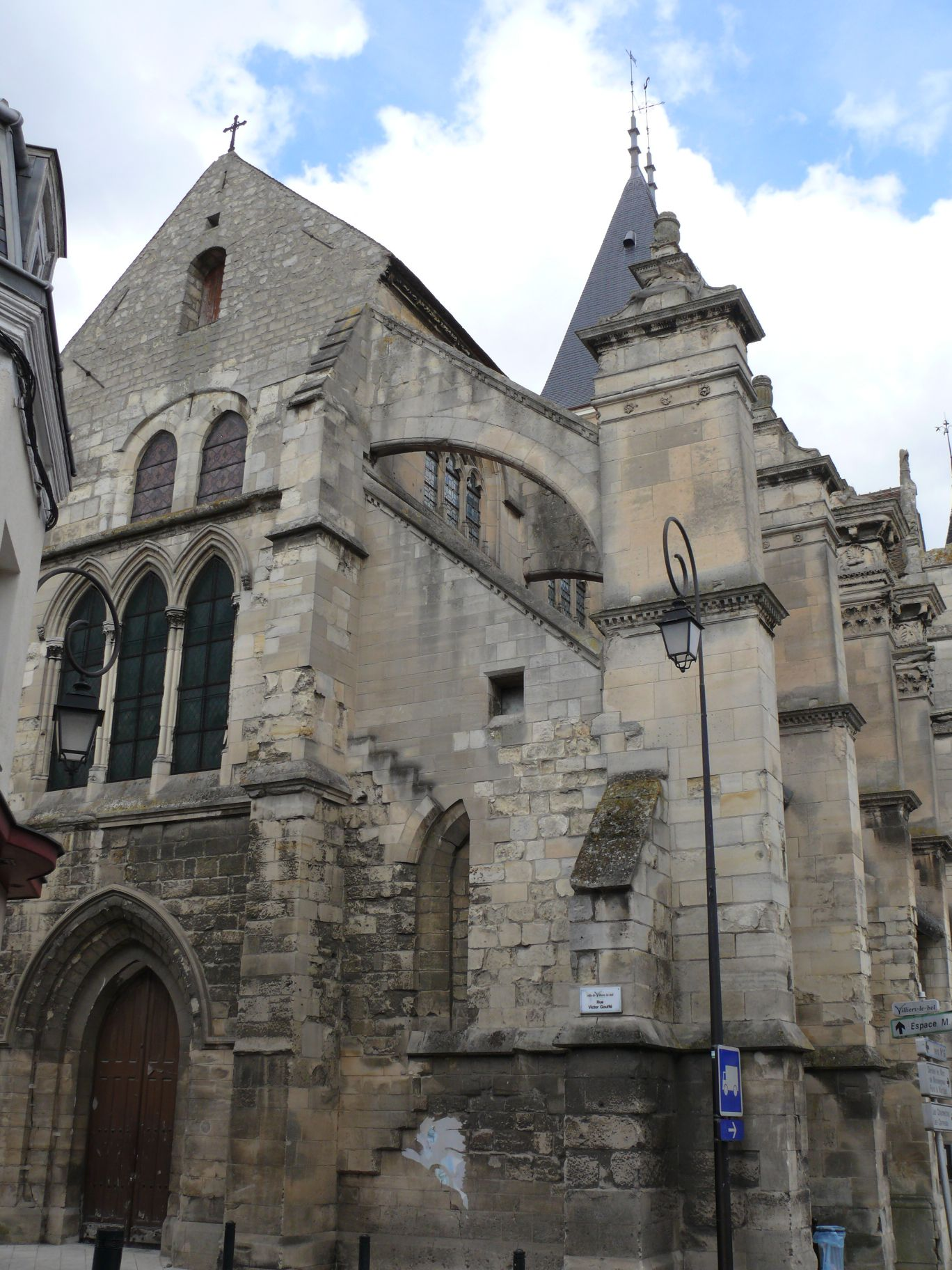
Igreja, fachada ocidental.
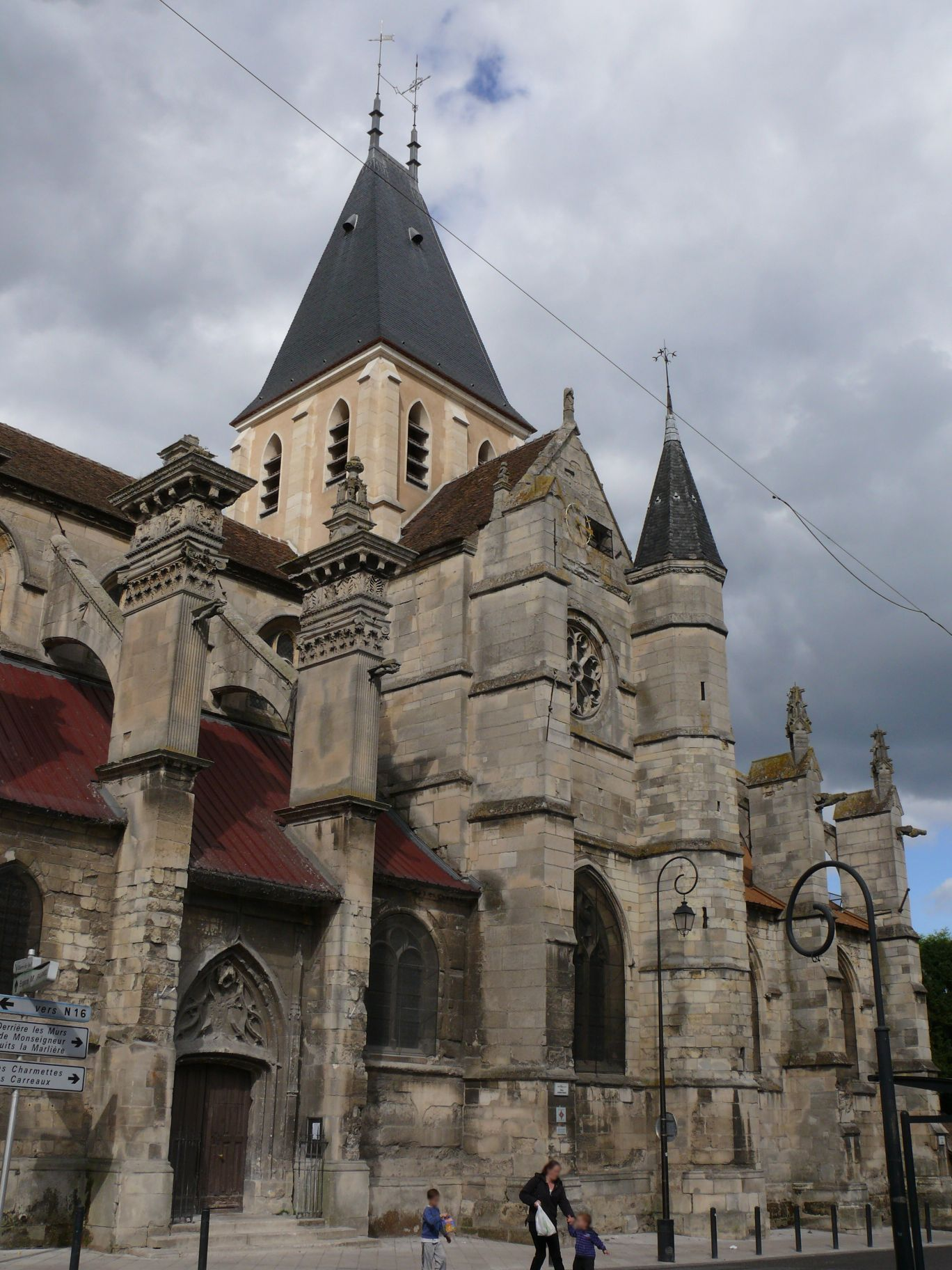
Igreja, transepto e torre do sino.
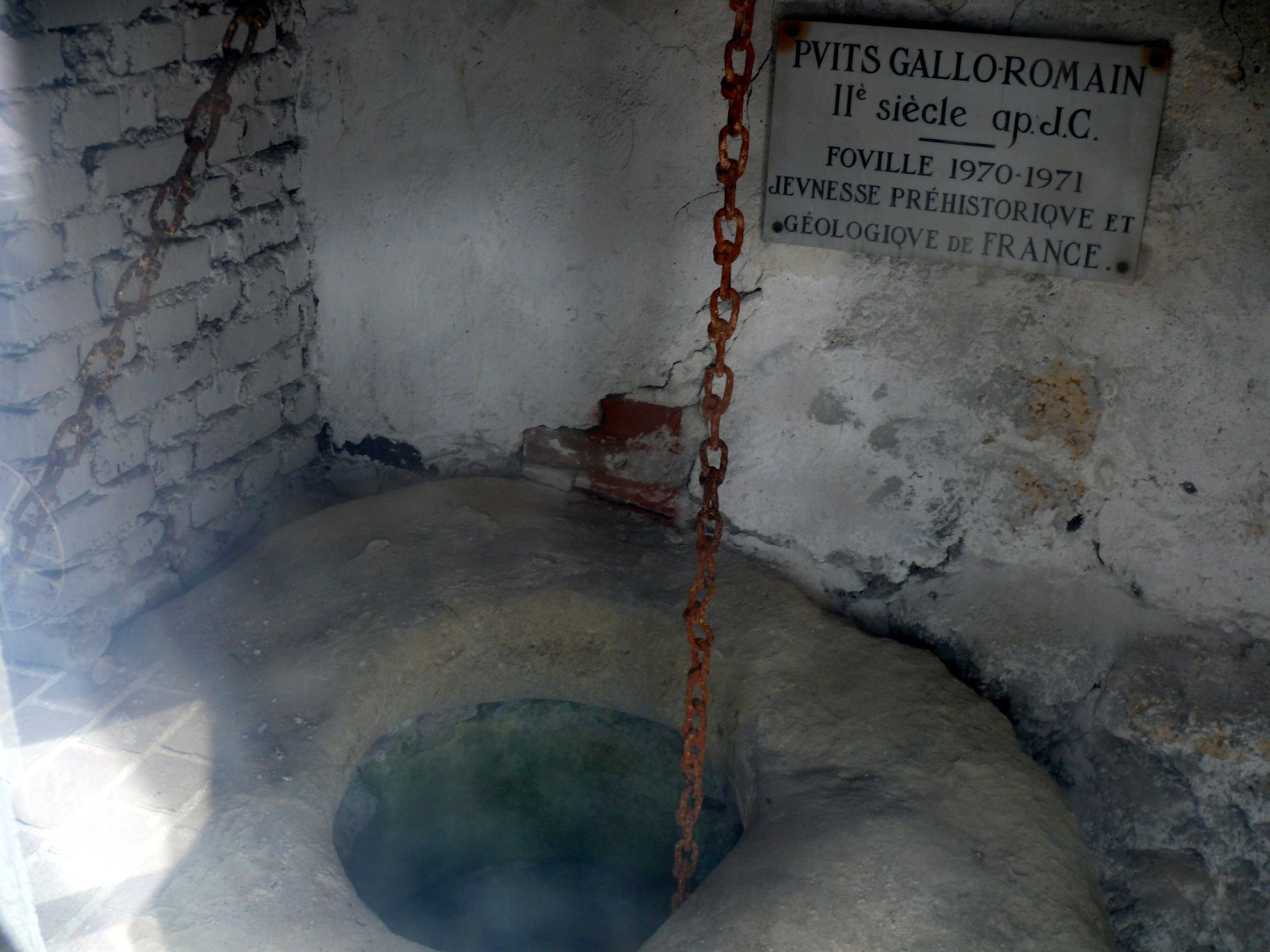
Poço galo-romano.
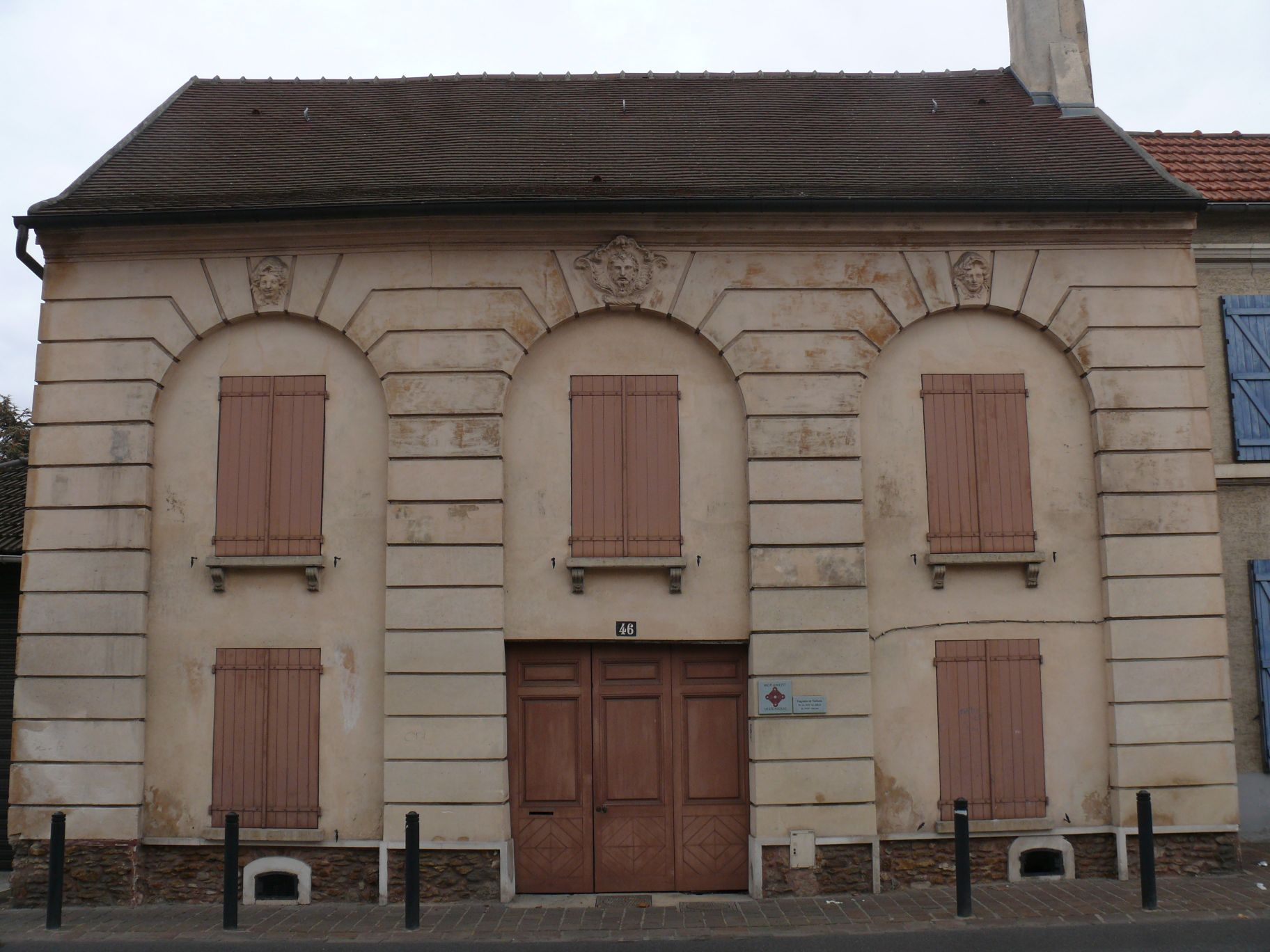
Maison des Têtes.

Villiers-le-Bel tem três monumentos históricos no seu território.
- Igreja Saint-Didier anteriormente Saint-Éterne (inscrita como monumento histórico por decreto de 11 de Abril de 1931) : A atual igreja foi construída no século XIII para substituir um primeiro edifício mencionado pela primeira vez em um ato de 1124, e então dependente da Abadia de Saint-Victor de Paris. No entanto ela carrega traços de aperfeiçoamentos que ocorreram simultaneamente com a construção da torre, entre 1546 e 1579, que ganhou suas esporas uma ornamentação esculpida em estilo renascença. Estas obras do período renascentista são atribuídas ao arquiteto Jean Bullant. O coro e seus corredores datam do período de 1486 para 1498. A igreja está imortalizado em uma pintura de Maurice Utrillo de 1909. Depois de vários anos de restauração, a igreja foi reaberta em janeiro de 2011.
- Poço galo-romano (inscrito como monumento histórico por decreto de 11 de Setembro de 1978) : Este poço cilíndrico está incorporado em uma casa, mas visível do exterior através de uma grade. O aparelho está em pedras cúbicas regulares características da época romana. A grande borda monolítica trai sua idade pela sua forma arredondada, resultado de uma intensa utilização durante séculos. O poço está provavelmente associado a uma Villa que uma vez existiu neste local.
- Maison des Têtes (inscrita como monumento histórico pelo decreto de 26 de Agosto de 1938.) Esta casa do final do século XVII ou início do século XVIII. Sua fachada de emplastro em dois níveis e três travessas comporta três arcadas semicirculares, em que as janelas e portas estão embutidos. As pedras angulares são decoradas com mascarões, incluindo aquele ao centro maior que os outros. Eles representam as faces no fundo das folhagens. Além das galerias, a fachada é estruturada por bossagens.